# Минне, Жорж
Барон Жорж Минне (нидерл. George Minne; 30 августа 1866, Гент — 20 февраля 1941, Синт-Мартенс-Латем) — бельгийский скульптор, живописец и график, педагог.

## Жизнь и творчество
Сын архитектора, не верившего в его призвание, он с самого начала столкнулся с трудностями. В 1880 году Минне поступил в гентскую Академию искусств на отделение архитектуры, затем там же изучал живопись и скульптуру. Дружил с Морисом Метерлинком, был первым иллюстратором его книг «Оранжереи» (1886) и «Сестра Беатриса» (1900). Первые скульптуры Минне: «Христос на кресте» (1885), «Мать, оплакивающая мёртвое дитя» (1886), «Мать, оплакивающая двоих детей» (1886) напряжённо-патетичные, свидетельствуют о влиянии Родена и вместе с тем средневековой скульптуры. В 1899 году он удалился в Синт-Мартенс-Латем, вёл тихую и сосредоточенную жизнь в обществе немногих близких друзей, также воодушевленных желанием создавать искусство, исполненное горячей веры.
В 1890 году выставил свои работы вместе с членами объединения «Общество XX», в состав которой входили такие мастера, как Джеймс Энсор и Фернан Кнопфф, на следующий год вступил в эту группу. В том же году Минне приехал в Париж с желанием стать учеником Огюста Родена, однако принят не был.

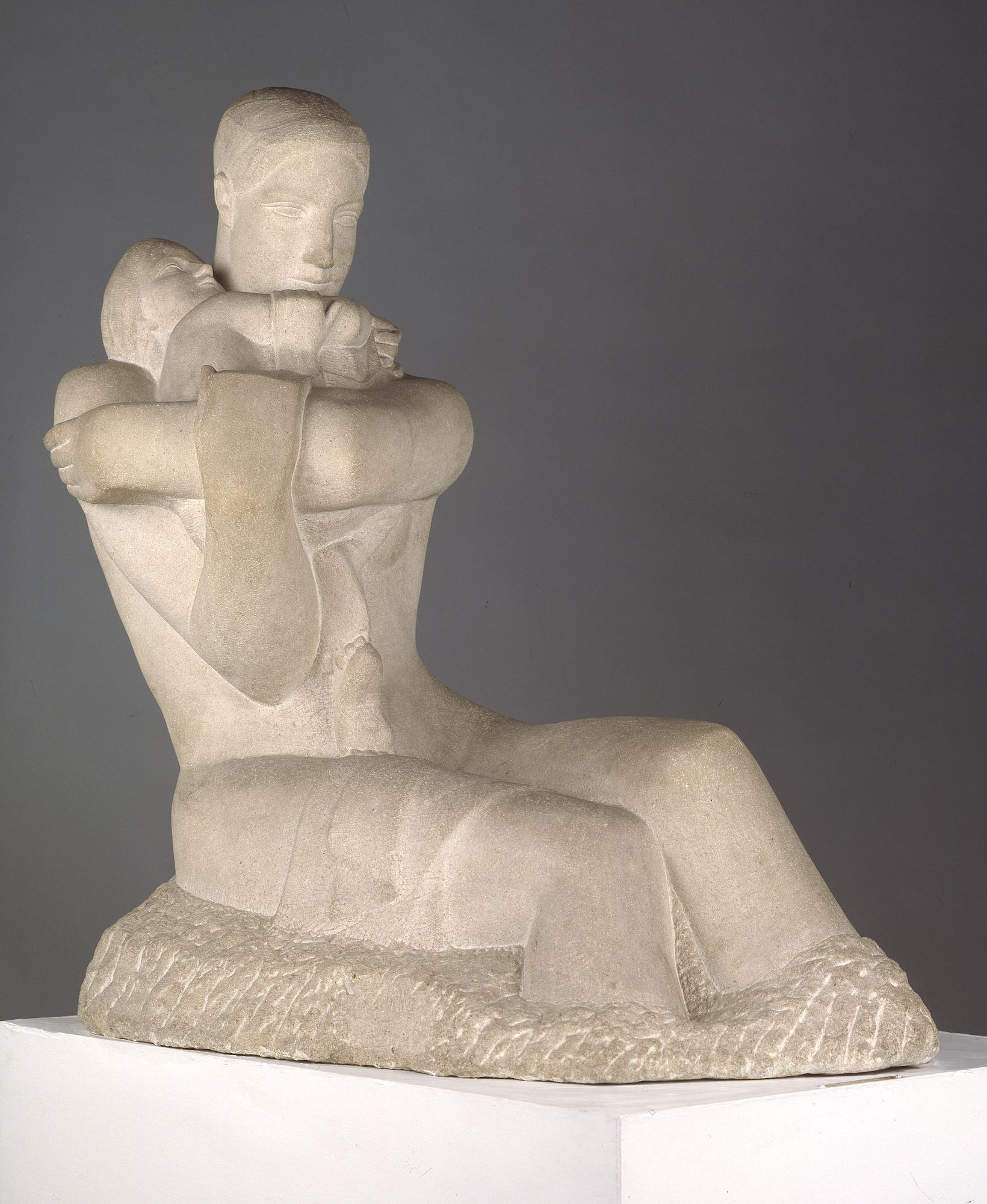
Мать и дитя - Джордж Минн - Музей Дейнце и региона Лейе

В 1895—1896 годах художник учился на курсе Шарля ван дер Стапена при брюссельской Королевской академии наук и искусств. В 1899 году Минне уехал в Синт-Мартенс-Латем, где совместно с живописцами Альбином ван дер Абеле, Валериусом де Саделером, Альбертом Сервасом и Густавом ван де Вустейне организовал колонию художников, подобную немецкой колонии в Ворпсведе (Латемская школа). Художники колонии с Латеме писали в символистском стиле.
В 1912 году Минне преподавал в гентской Академии в звании доцента. С началом Первой мировой войны и приближением немецких войск художник и его жена эмигрировали в Великобританию, жили в Уэльсе, где занимались только рисунком. По возвращении в Бельгию Жорж Минне создавал новые скульптуры из мрамора и гранита (мать и дитя — по-прежнему главная тема его творчества), продолжал преподавательскую деятельность. «Этот художник, склонный к размышлению, замкнутый в себе, — писал Андре де Риддер в книге о Минне, — всегда избегал излишеств, украшательства, перегруженности деталями, искажающего линию движения. В его искусстве царят сосредоточенность и тишина, ему свойственны подлинно лирическое звучание и самоуглубленность… Минне добивался выразительности не только лица, но и жеста, позы — той выразительности, с какой изливает себя душа, — столь же красноречиво, сколь доверительно».
В 1930 году ему был пожалован титул барона.

Наибольший интерес представляют выполненные Минне под влиянием мистического символизма и прерафаэлитов скульптуры — это, как правило, бронзовые коленопреклонённые фигуры, излучающие чувство боли или нежности (например, Мать и мёртвый ребёнок).

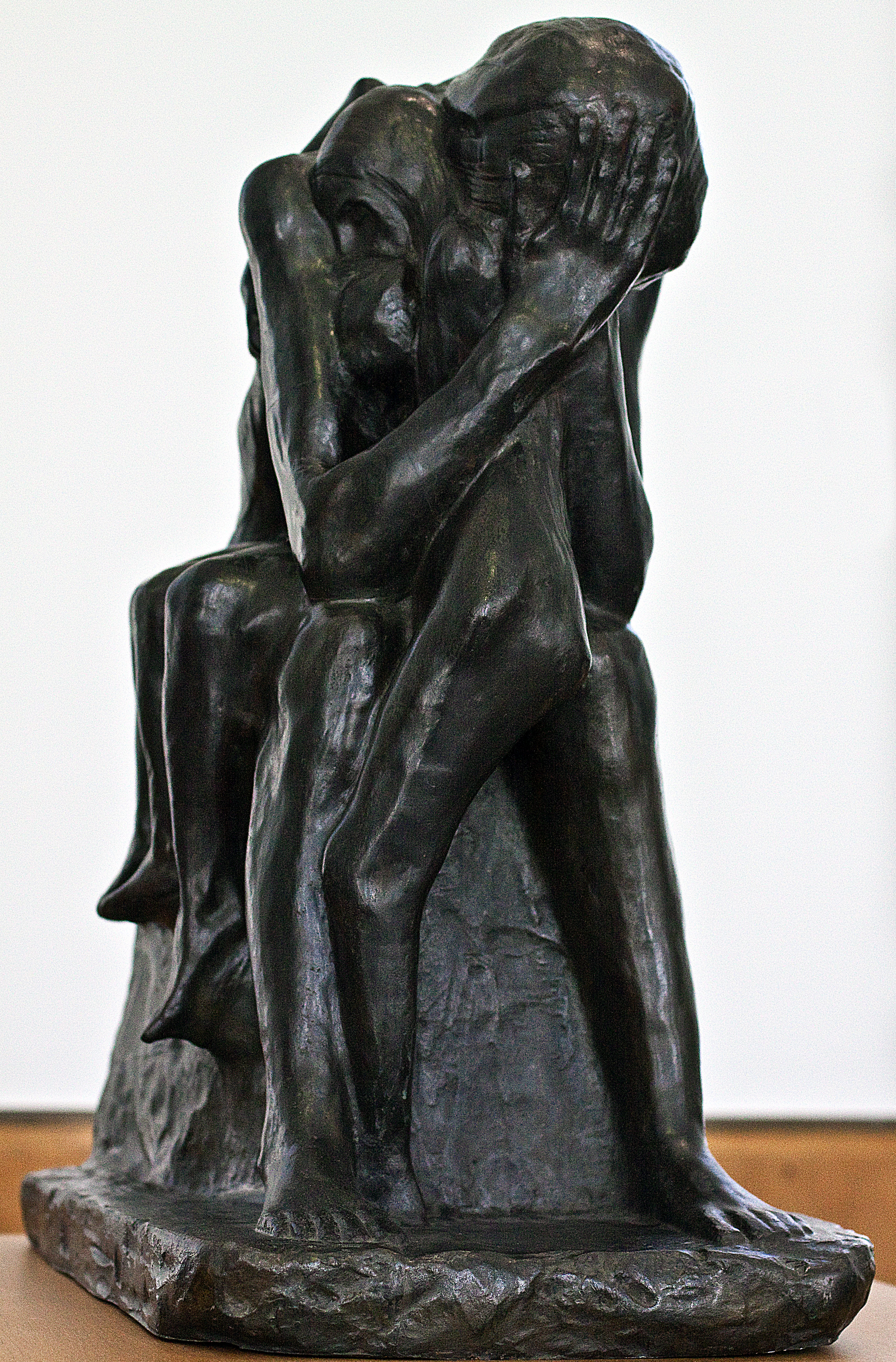
Ж.Минне Горюющая мать с двумя детьми (1888), Роттердам, музей Бойманс-и-Бойнинген

## Литература

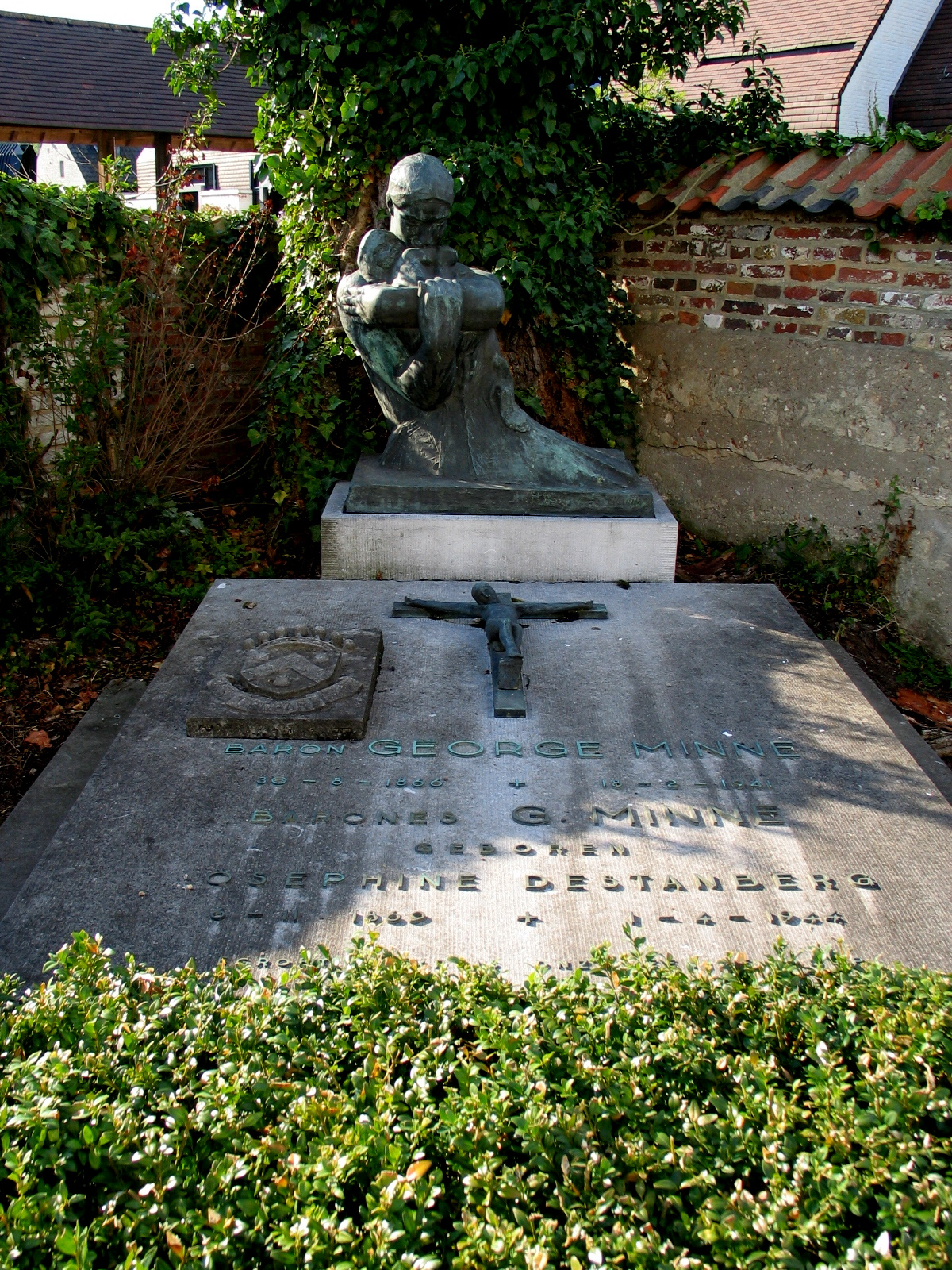
Могила Жоржа Минне